# Hammat al-Dżarid
Hammat al-Dżarid (arab. حامة الجريد; fr. Hamet Jerid) – miasto w środkowo-zachodniej Tunezji, w gubernatorstwie Tauzar. Położone jest na przesmyku, pomiędzy Wielkim Szottem a Szatt al-Gharsa, w oazie na Saharze. Około 65 km na południowy zachód znajduje się przejście graniczne z Algierią, w Hazwa. W pobliżu  znajduje się port lotniczy Tauzar.